# Declan Napier
Declan "Dec" Napier es un personaje ficticio de la serie de televisión australiana Neighbours, interpretado por el actor Erin Mullally del 3 de mayo de 2010 hasta el 15 de marzo de 2011. Anteriormente Declan fue interpretado por el actor James Sorensen del 25 de julio de 2007 hasta el 2010.

## Antecedentes
Declan, fue criado por su madre luego de que esta huyera. Al inició no sabía nada acerca de su padre solo que su madre se refería a él como el "monstruo", poco después se reveló que su padre era Richard Aaronow. Cuando Rebecca quedó embarazada de su hermano mayor Oliver Barnes sus padres la obligaron a darlo en adopción, poco después de que volviera con Richard, este la violó y Rebecca quedó embarazada de Declan.

## Biografía
Declan fue visto por primera vez en el 2007 tratando de persuadir a Mickey Gannon de robar cosas. Poco después quedó claro que Declan estaba tratando de vender los artículos que había robado con el único propósito de juntar dinero para ayudar a su madre quien lo había criado sola. Poco después su madre Rebecca Napier llegó a Erinsborough y no mucho después se reveló que era la madre biológica de Oliver Barnes, a quien había dado en adopción cuando era joven. Pronto su madre comenzó a salir Paul Robinson, pero la relación terminó cuando este la engañó.
Cuando Declan descubrió que su padre Richard Aaronow, había abusado de su madre y quiso encontrarlo para enfrentarlo, cuando descubrió que su padre estaba en un hospital a punto de morir, a pesar de su condición no quiso perdonarlo, sin embargo Declan se ofreció para donarle un riñón para mantenerlo con más tiempo de vida, pero solo para que fuera castigado por lo que le había hecho a su madre, finalmente Oliver fue quien dio su riñó, pero la salud de Richard empeoró y finalmente en el 2008 debido a una insuficiencia renal murió, pero no antes de pedirle perdón a Rebecca y a sus hijos, quienes se quedaron con él hasta su muerte; posteriormente Declan asistió al funeral con su madre. 
Más tarde Declan comenzó una relación con Bridget Parker, pero pronto comenzó a sentirse inseguro cuando el exnovio de Bridget, Josh Taylor apareció y comenzó a pensar que ella le estaba siendo infiel con él, por lo que rompieron, cuando Declan se dio cuenta de que todo lo había imaginado la pareja regresó.
Poco después Bridget descubrió que estaba embarazada, cuando Declan se enteró huyó asustado de convertirse en padre tan joven. Durante ese tiempo Declan engañó a Bridget cuando se besó con Sharni Hillman una fanática del grupo de fútbol; sin embargo poco después cuando Declan volvió se comprometió con Bridget y juntos comenzaron a planear su futuro.
En el 2009 Declan le propuso matrimonió a Bridget, pero ella no estaba muy segura, sin embargo poco después aceptó. Un mes después de haberle pedido matrimonió Declan y Bridget se casaron enfrente de sus mejores amigos, Ringo Brown, Donna Freedman, Sunny Lee y Zeke Kinski.
Más tarde Bridget dio a luz a una niña a la que llamaron India Napier, a pesar de que al inicio se le hizo difícil acomodarse a su nuevo estilo de vida pronto se adaptó. Sin embargo la felicidad no duró ya que Bridget murió en el hospital tras sufrir un coágulo de sangre después de estar en un accidente automovilístico con sus padres, quienes salieron vivos.
Al inicio Declan culpó a Stephanie Scully de haber ocasionado la muerte de Bridget ya que ella había sido la que había "arreglado" el coche en donde Bridget y sus padres se fueron, Declan le hizo la vida imposible a Speth, sin embargo poco después se reveló que el verdadero responsable de que el carro había sido manipulado por Johnno Brewer quien pensó que el carro era de Lucas Fitzgerald, Johnno era un "amigo" de Lucas al cual le debía dinero. Poco después y con la ayuda de Lucas, Declan llevó a Johnno a la justicia y se disculpó con Steph por todo lo que le había hecho pasar. 
Poco después cuando Declan se electrocuta y queda inconsciente mientras trataba de salvar al gato de Elle Robinson, como Steve Parker era muy grande para pasar hasta donde estaba Declan, Paul Robinson se ve obligado a meterse en el espacio estrecho y darle RCP a Declan, quien pronto se recupera. Más tarde Rebecca no puede seguir ocultando que todavía ama a Paul, lo perdona y terminan casándose.
En el 2010 Declan comienza a desarrollar sentimientos por Kate Ramsay y comparten un beso. Sin embargo Declan comienza a sentirse culpable porque siente que ha traicionado a Bridget y comienza a alejar e ignorar a Kate, sin embargo comienza a sentir celos cuando ve a Kate saliendo con Kyle Canning. Cuando Rebecca se da cuenta de que Declan se siente confuso por tener sentimientos por Kate pero todavía pensar en Bridget, le dice que debe seguir adelante con su vida, que eso le hubiera gustado a Bridget.
Declan se da cuenta de que sus sentimientos por Kate son muy fuertes y decide invitarla a salir, poco después ambos comienzan una relación. Cuando Kate comienza a pensar que Declan no estaba tomando en serio su relación, su buena amiga Donna Freedman le dice que Kate necesita que él le diga lo que siente por ella, por lo que Declan llamá a Kate su novia enfrente de todos los estudiantes en la Universidad.
Pronto Declan comienza a tener problemas con el recién llegado Andrew Robinson, el hijo menor de Paul, por lo que decide mudarse con Kate. Pero al darse cuenta de que era muy pronto y que no estaba resultando Declan regresa a con Paul y Rebecca. Mientras que Kate platica con Donna esta le dice que debe de encontrar su Hot Interior, por lo que Kate decide vestirse de manera sexy, cuando Declan la ve al principio Kate se siente avergonzada sin embargo le dice que ya está lista y duermen juntos por primera vez.
Más tarde Declan y Kate terminan pero deciden no contárselo a sus amigos Donna y a Ringo hasta después de su boda. Ese mismo día en la noche Kate descubre a Declan besándo a Candace Carey, una de las bailarínas que fueron a la despedida de soltero de Ringo. Cuando Ringo se entera de lo que Declan hizo le dice que ya no es su padrino de bodas y escoge a Karl Kennedy en su lugar. 
Más tarde durante la recepción, Paul es empujado desde el segundo piso del hotel Lassiter, cuando lo encuentran es llevado inmediatamente al hospital donde entra en coma; impresionado por lo sucedido Declan le pide a Kate que le proporcione una coartada a Rebecca y ella acepta. Más tarde Declan alienta a su madre para que deje de sufrir a lado de Paul y para que se divorcie de él. Cuando Paul se despierta no recuerda quien fue el responsable. 
Rebecca decide firmar los papeles de divorcio, pero luego le dice a Declan que ha decidido darle una segunda oportunidad a su matrimonio, ya que Paul sabe todo. Declan le dice que deben de irse y comienzan a empacar, cuando Kate los visita y Declan le dice que él empujó a Paul, pero Rebecca luego revela que ella fue la responsable, Declan le dice a Kate que mintió para proteger a su madre.
Cuando su mejor amigo Ringo Brown muere, Declan queda devastado, para empeorar las cosas Kate le dice que no va a regresr con él y cuando se entera de que Kate comenzó a salir con el nuevo detective Mark Brennan se enfurece, así que decide mentirle y le dice que Mark lo amenazó y que lo golpeó. Cuando Kate confronta a Mark este le cuenta la verdad y descubre que Declan le mintió, cuando va a reclamarle le dice que la quiere lejos de ella.
Cuando Declan se da cuenta de que su madre ya no es feiz con Paul Robinson, decide confrontar a su padrastro, Paul le dice que si Rebecca lo llega a dejar le va a decir a Mark que ella lo empujó. Cuando Declan descubre que su madre está teniendo una aventura con Michael Williams, le dice que la termine, pero al ver que su madre es feliz con él decide advertirle para que tenga cuidado. 
Poco después Rebecca decide dejar a Paul y junto a Declan e India se mudan a un hotel. Cuando Paul se convierte en el nuevo gerente del hotel Lassiter decide degradar a Decan, cuando Paul ataca verbalmente a Rebecca, Declan decide renunciar a su trabajo y se muda con Kate. Más tarde decide llamarle a su hermano, Oliver quien pronto llega a Erinsborough junto a su novia y su hija y juntos comienzan a pensar en un plan para que Rebecca se escape de Paul.
Declan le dice a su madre que él e India se irán con ella y poco después la familia decide mudarse a Portugal.